# Friedrich Jügel
Johann Friedrich Jügel (né le 22 juillet 1772 à Remagen, duché de Juliers et mort en 1833 à Berlin) est un graveur et illustrateur prussien. À partir de 1823, il enseigne comme professeur de gravure à l'Académie prussienne des arts.

## Biographie
Jügel est le troisième enfant du chimiste et fabricant de calicots Johann Friedrich Jügel et de sa femme, Anna Maria Wilhelmina Kirberger (1738–1808), fille du juge laïc, à Remagen. Le couple, qui s'est marié en 1767, a au total neuf enfants, six filles et trois fils. Parmi eux, la paysagiste et portraitiste Henriette Jügel et le libraire Carl Christian Jügel, ainsi que les filles Christiane et Louisa, qui, dames de compagnie de la reine de Prusse, contribuent à l'animation musicale de la cour en jouant le harpe. Dans l'atmosphère musicale de la famille Jügel, il est de coutume de faire de la musique, de peindre, de dessiner, de concevoir des modèles de tricot et de faire de l'artisanat. Parmi ceux qui la fréquentent se trouve le graveur et graphiste Daniel Chodowiecki. On sait peu de choses sur le père de Jügel : le fabricant, marchand et chimiste, qui serait venu de Hambourg, installe une teinturerie à Bendorf près de Neuwied. Il s'essaye aux entreprises régionales de l'industrie textile à Vallendar, Remagen et Düren avant de s'installer à Berlin avec sa famille dans les années 1780. Là, son fils de 14 ans du même nom commence ses études le 1er février 1787 à l'Académie prussienne des arts, où Chodowiecki travaille comme enseignant et recteur et où Daniel Berger enseigne la gravure sur cuivre. Sous le roi Frédéric-Guillaume II et le ministre Friedrich Anton von Heynitz, cet établissement d'enseignement - également en raison de son importance pour l'industrie de l'édition et de l'imprimerie de Berlin - se consacre particulièrement à la culture de l'art de la gravure.
À l'âge de 19 ans, Jügel crée la scène de la mort du général britannique James Wolfe, d'après une gravure sur cuivre réalisée par le graphiste William Woollett (1735-1785) d'après le tableau de 1770 de Benjamin West. C'est probablement cette gravure de Jügel que le prince héritier Frédéric-Guillaume honore d'une médaille d'argent lors d'une exposition à l'Académie. L'année suivante, 1794, il réalise le portrait fidèle de la poétesse baltique Elisa von der Recke en style pointillé. Pendant la période de la Restauration, Jügel travaille comme graphiste de reproduction avec un grand nombre d'artistes berlinois, tels que Gottfried Schadow, Heinrich Anton Dähling, Ludwig Wolf (de) et Friedrich Johann Gottlieb Lieder (de). En plus des fêtes de cour et des événements théâtraux, sa plume capture principalement des scènes patriotiques et militaires et les uniformes de la garde civile et de l'armée prussienne, ainsi que des portraits, des vues topographiques et des représentations architecturales, comme une grande vue du théâtre de Berlin de Karl Friedrich Schinkel en aquatinte. Le maniement virtuose de la technique de l'eau-forte à l'aquatinte, qui nécessite l'utilisation savante de l'acide de gravure, lui vaut le surnom de magicien de l'aquatinte Jügel, peut-être aussi ironiquement, parmi ses collègues berlinois. À partir de 1823, Jügel enseigne la gravure sur cuivre à l'Académie prussienne des arts. Un portrait dessiné par Gottfried Schadow de 1825/1826, qui montre Jügel lors d'une fête d'hommes de l'Association des artistes de Berlin, est le dernier témoignage datable de la vie de Jügel.

## Œuvres (sélection)

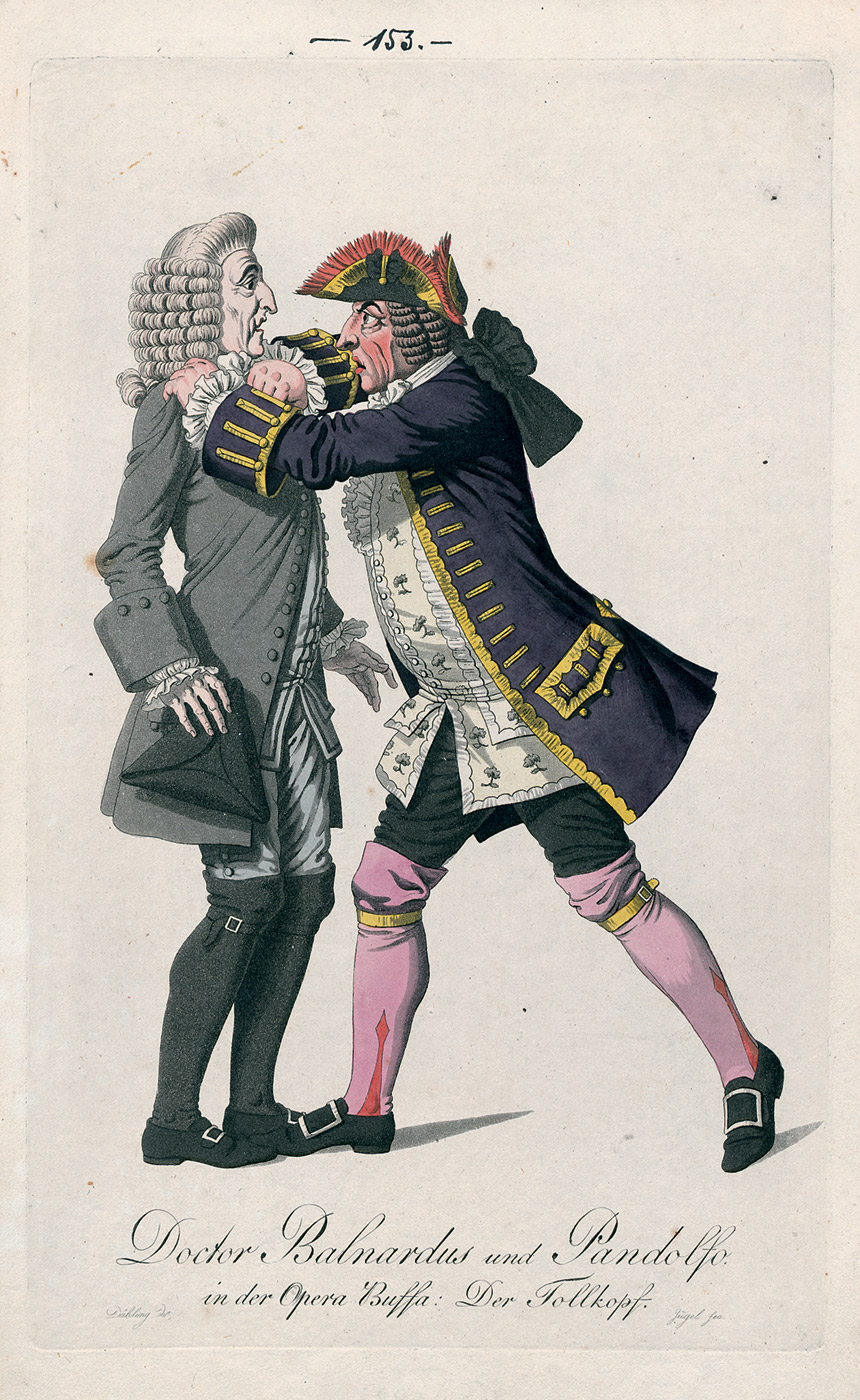
Docteur Balnardus et Pandolfo dans l'opéra buffa "Der Tollkopf", illustration de livre basée sur un modèle de Heinrich Anton Dähling, vers 1805

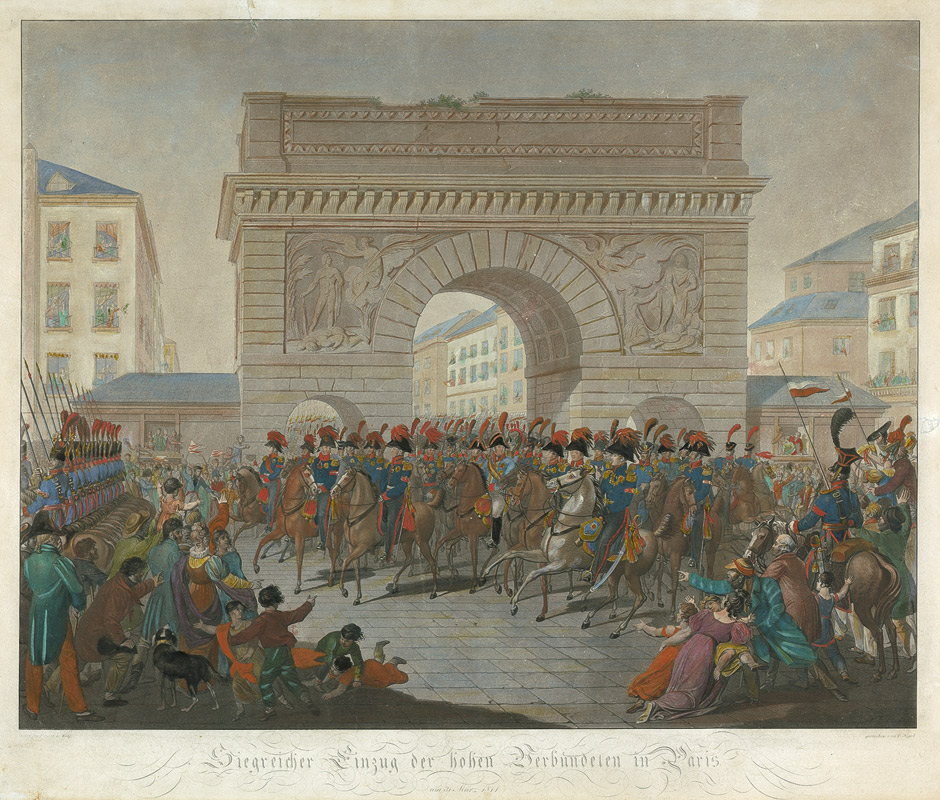
Entrée victorieuse des Hauts Alliés, vers 1815

- Sterbeszene des Generals James Wolfe, Reproduktion nach einem Kupferstich von William Woollett und einem Gemälde von Benjamin West, 1791
- Porträt der Dichterin Elisa von der Recke, 1794
- Doctor Balnardus und Pandolfo in der Opera Buffa „Der Tollkopf“, Buchillustration nach einer Vorlage von Heinrich Anton Dähling, um 1805
- Parade der französischen Garde vor Napoleon im Lustgarten zu Berlin 1806, Kupferstich
- Verklärung der Königin Luise von Preußen, um 1810
- Uniformdarstellungen, um 1810
- Friedrich Wilhelm III. besucht das Lazarett der verwundeten Krieger in Bautzen, Aquatinta-Radierung nach einer Vorlage von Ludwig Wolf
- Siegreicher Einzug der hohen Verbündeten, Reproduktion nach einer Vorlage von Ludwig Wolf, um 1815
- Verherrlichung der preußischen Nation, Kunstblatt mit der allegorischen Darstellung Friedrichs II. von Preußen in einer patriotischen Szene zur Ehrung der Helden der Befreiungskriege, 1815
- Halle mit der Aussicht auf die Stadt Reims (Bühnenbild zu Schillers Jungfrau von Orleans, 4. Akt, 1. Szene, im Berliner Schauspielhaus), kolorierte Aquatinta nach einem Entwurf von Karl Friedrich Schinkel, 1818
- Zug nach dem Reichstagspallaste in Worms, kolorierte Radierung nach einer Vorlage von Heinrich Anton Dähling, um 1820
- Ansicht des Schauspielhauses Berlin, Aquatina-Radierung nach einer Vorlage von Karl Friedrich Schinkel
- Ansicht von Schlossbrücke, Museum, Dom und Schloss in Berlin, kolorierte Radierung nach einer Vorlage von Karl Friedrich Schinkel
- Sechs Diplome für den Berlinischen Künstler-Verein, Aquatinta-Radierungen nach einem Entwurf von Gottfried Schadow, 1822 bzw. 1825
- Panorama der freien Stadt Frankfurt am Main, Aquatinta nach einer Zeichnung von Friedrich Joseph Ehemant (de), um 1830